# 李天和
李天和（Thomas H. Lee，1923年5月11日—2001年2月4日）是一位美国华裔电工科学家。

## 生平
1923年出生于扬州个园，早年曾就读于上海市南洋模范中学，后考入交通大学并于1946年毕业。此后赴美国留学，1950年获联合学院（Union College）电工硕士学位。1954年又获伦斯勒理工学院博士学位。他于1948年起进入通用电气公司任职，曾于1970年代出任通用电气公司电力业务总战略设计师、电力系统总工程师等职。此后任教于麻省理工学院电机系。

## 荣誉
他是电气电子工程师学会（IEEE）高级会员。1975年当选美国国家工程院院士。1981年当选美国科学促进协会高级会员。1984年出任国际应用系统分析研究所（IIASA）所长。1986年当选瑞士工程科学院通讯院士。2000年又当选中国工程院外籍院士。